# Fylkesväg 611
Fylkesväg 611 (norska: Fylkesvei 611) är en primär fylkesväg i Vestland fylke i Norge som går mellan Naustdal i Sunnfjords kommun och Eikefjord i Kinns kommun. Vägen är 61,9 kilometer lång och asfalterad. Den passerar bland annat genom kyrkbyn Stavang.
Vägen ansluter till:
- Riksväg 5 (vid Naustdal)
- Riksväg 5 (vid Eikefjord)